# QuackShot starring Donald Duck
 (mars 2020).
Si vous disposez d'ouvrages ou d'articles de référence ou si vous connaissez des sites web de qualité traitant du thème abordé ici, merci de compléter l'article en donnant les références utiles à sa vérifiabilité et en les liant à la section « Notes et références ».
Quackshot starring Donald Duck, titre japonais : I Love Donald Duck: Georgia Ou no Hihou) est un jeu vidéo de plates-formes, développé et édité par Sega sur Mega Drive en 1991.

## Trame

### Synopsis
Donald Duck trouve par hasard une carte au trésor dans la bibliothèque de Picsou. Accompagné de ses neveux Riri, Fifi et Loulou, il part à la recherche du trésor… mais il n'est pas seul, Pat Hibulaire est déjà sur ses traces…

### Personnages
Les personnages Disney suivant apparaissent dans le jeu :
- Donald Duck (personnage principal)
- Riri, Fifi et Loulou (neveux de Donald, ils pilotent l'avion qui permet à Donald de se déplacer)
- Dingo (dans le temple de Mexico, il donnera à Donald les ventouses rouges et une note qui indique le code pour le niveau de l'Égypte)
- Géo Trouvetou (Il est à l'extrémité des fils électriques à Donaldville, il vous donnera le pistolet à bulles de chewing-gum et remplira votre stock à chaque visite)
- Pat Hibulaire (l'ennemi de Donald dans le jeu)
- Picsou (apparait dans une chaise longue dans l'introduction, c'est dans sa bibliothèque que la carte au trésor est découverte)
- Daisy Duck (apparaît dans l'introduction et à la fin du jeu)
- Mickey Mouse (apparaît dans la seconde partie du niveau de Donaldville)